# Patinoire de La Garde
La patinoire de La Garde est une patinoire située sur la commune de La Garde dans le Var, près de Toulon. Elle appartient au syndicat intercommunal pour le maintien des sports de glace qui représente les quatre communes propriétaires : Toulon, La Garde, Le Pradet et le Revest les Eaux. Elle  accueille le Hockey Club de l'Aire Toulonnaise, Les Boucaniers, l’école de patinage artistique Silver Skates ainsi que le club de Curling la garde.[réf. nécessaire]
Sa capacité est de 1 600 places assises.

## Historique
L'activité de la patinoire de La Garde s'arrête subitement le 11 juillet 2016 à la suite d'un audit réalisé dans le courant du mois de juin concernant l'ouvrage. Celui-ci n'étant plus sécurisé, il est fermé jusqu'à nouvel ordre, ce qui affecte grandement l'ensemble de la population et notamment l'équipe locale de hockey Les Boucaniers, qui ont opté pour une délocalisation de l'ensemble de ses matchs au Palais omnisports Marseille Grand Est ainsi que le Silver Skates dont les compétiteurs participent aux compétitions régionales et nationales avec un seul entrainement par semaine sur la patinoire de Marseille. La patinoire de La Garde à rouverte le jeudi 21 octobre 2021, après de gros travaux de rénovation.